# Nicolas de Gunzburg
Nicolas-Louis-Alexandre, baron de Gunzburg (12 décembre 1904 à Paris - 20 février 1981 à New York) est un homme d'affaires d'origine russe.

## Biographie
Fils du baron Jacques de Gunzbourg (1853-1929) et la Brésilienne Enriqueta (dite Quêta) de Laska, (qui, après son divorce, se remaria avec le prince Basil Narischkine), Nicolas passe son enfance en Angleterre et en France. Son père est le principal directeur de la banque Gunzburg.
Nicolas fait la rencontre de Carl Theodor Dreyer à Paris. Il coproduit avec lui le film Vampyr (1932), dont il joue le rôle principal (Allan Gray) sous le nom d'écran de Julian West.
En 1934, il s'installe aux États-Unis, en Californie puis comme banquier à New York en 1936. Il y est rejoint par ses amis Fulco di Verdura et la princesse Natalie Paley.
Après avoir été rédacteur du Harper's Bazaar et rédacteur en chef du Town & Country, Gunzburg devient « rédacteur mode » du magazine américain Vogue, avec Diana Vreeland.
Il est nommé au Vanity Fair's International Best Dressed Hall of Fame List en 1971.